# توم كليمنس
توم كليمنس (بالإنجليزية: Tom Clemens)‏ هو متسابق بياثل بريطاني، ولد في 30 يناير 1976 في إبينغ ‏ في المملكة المتحدة.

## وصلات خارجية
- توم كليمنس على موقع IBU (الإنجليزية)
- توم كليمنس على موقع أوليمبيديا (الإنجليزية)